# Élie Ducommun
Élie Ducommun, född 19 februari 1833 i Geneve, död 7 december 1906 i Bern, var en schweizisk journalist och fredsaktivist. År 1902 erhöll han Nobels fredspris tillsammans med Albert Gobat.
Ducommun var statskansler i kantonen Genève 1862–65, och anställd hos nationalrådet 1868–74. från 1867 var han vicepresident i Ligue de la paix et de la liberté, och redaktör för dess tidskrift Les états-unis d'Europe från 1868. Ducommun grundade den internationella fredsbyrån i Bern, och var från 1891 dess ledare och hade som sådan en betydande del av det fredsarbete som bedrevs under 1800-talets slut.